# Baraita
Baraita (aramaico ברייתא: "esterno" o "fuori"; plur. Baraitot (anche Barayata). Anche Baraitha, Beraita, Ashkenazi: Beraisa) designa una tradizione della Legge orale ebraica che non è stata incorporata nella Mishnah. "Baraita" si riferisce quindi agli insegnamenti "esterni" ai sei ordini della Mishnah. Originariamente "Baraita" si riferiva probabilmente agli insegnamenti delle scuole al di fuori delle principali yeshivah dell'era mishnaica, sebbene in raccolte successive Baraitot individuali siano spesso state scritte dai saggi della Mishnah (Tannaim).

## Analisi
Secondo Rambam (Introduzione alla Mishna Torah) le baraitot furono compilate da Rabbi Hoshaya e Bar Kappara, per quanto non ci sia giunta attualmente nessuna compilazione come successe invece per la Tosefta.  
Poiché la Mishnah incapsula l'intera Legge orale in una forma volutamente compatta (creata sia per facilitare e necessitare la trasmissione orale) molte versioni varianti, spiegazioni aggiuntive, chiarimenti e decisioni non vennero inclusi nella Mishnah. Queste furono poi raccolte in opere chiamate "Baraitot", spesso in forma di elenco di insegnamenti di un saggio. "Baraita" può quindi indicare una collezione di tali tradizioni. Le collezioni principali di Baraita sono la Tosefta ed i Midrashim halakhici (Mekhilta, Sifra e Sifre).
L'autorità della Baraita è minore di quella della Mishnah, ciononostante queste opere sono i "testi di prova" basilari concordati dai saggi talmudici nella loro analisi e interpretazione della Mishna. Un insegnamento tratto da Baraita viene di solito introdotto dalla parola aramaica "Tanya" ("Fu insegnato oralmente") o da "Tanu Rabanan" ("i nostri rabbini hanno insegnato oralmente"), mentre "Tnan" ("Noi abbiamo insegnato oralmente") introduce citazioni dalla Mishnah. Baraitot anonime sono spesso attribuite dal Talmud a particolari Tannaim. Nel Talmud di Gerusalemme i riferimenti alle Baraitot sono meno comuni.
Lo stile della Baraita è basilarmente uguale a quello della Mishna ma alcuni idiomi sono più simili alla Mishnah di altri.  Per esempio il secondo capitolo di Kallah Rabbathi, una compilazione baraita, è spesso aggiunto alla fine del Pirkei Avoth in quanto entrambi sono simili nello stile e nei contenuti.